# Selskabshund
Selskabshunde er en gruppe, der består af forskellige hunderacer, der hverken har fælles oprindelse eller arbejdsområde. Det er hunderacer som enten ikke længere bruges til det formål, som de oprindeligt blev avlet til, eller som traditionelt blev avlet til at skulle være deres ejere til underholdning. Med få undtagelser er selskabshunde små racer.

## Om gruppen
Langt de fleste racer i denne gruppe er små, såkaldte legehunde. Flere af racerne anses for at være meget gamle, mens andre er skabt gennem selektiv avl i moderne tider.
Mange af racerne har en stor pelspragt som gør dem nærmest ubrugelige til andre formål end som selskabsdyr, men flere har også normal pelspragt, og nogen er hårløse og kaldes derfor hårløsehunde. De fleste må regnes som rene familiehunde, eventuelt en kombination af familiehund og udstillingshund, men der findes også eksempler på racer som er gode brugshunde, f.eks. inden for forskellige former for hundesport eller som vagthunde. Flere racer kaldes tempelhunde, fordi man mener de i tidligere tider kan have været brugt som kombineret skadedyrsbekæmper og vagthunde i templerne. Flere af disse racer kan derfor fortsat have egenskaber som jagthunde.

## Popularitet og mode
Mange selskabshunderacer er meget populære hunderacer. Ifølge Dansk Kennel Klub statistik for 2013 findes selskabshunde Cavalier King Charles Spaniel, Bichon Havanais og Coton de Tulear blandt de ti mest populære racer i Danmark.
I andre lande, er såkaldt tekophunde blevet meget populære i de senere år, men de har ikke opnået en lignende popularitet i Skandinavien. Tekophundene er blevet meget moderne, ofte som et resultat af at verdens kendisser ses med disse hunde.

## Problemer i små hunde
Småhunde får med årene ofte problemer med deres tænder. Mange tror, at det skyldes et forholdsvis lav fødeindtagelse, og dermed for lidt tandgymnastik. Man bør børste tænderne med en passende tandbørste og tandpasta og regelmæssigt fjerne eventuelt plak og tandsten. Plak og tandsten ses som en gul belægning på tænderne og giver dårlig ånde. Der er også en bred vifte af tygge-produkter, der kan bidrage til at afhjælpe problemet, men sandsynligvis ikke stoppe dem.

## Racer
| Hunderace                                | Oprindelsesland        | FCI                  | AKC                | CKC                          | KC              | UKC                 | Note                                                            | Billede |
| ---------------------------------------- | ---------------------- | -------------------- | ------------------ | ---------------------------- | --------------- | ------------------- | --------------------------------------------------------------- | ------- |
| Affenpinscher                            | Tyskland               | Gruppe 2, sektion 1  | Toy                | Group 5 – Toys               | Toy             | Companion Dog Group |                                                                 |         |
| American Bully Amerikansk pitbullterrier | USA                    |                      |                    |                              |                 | Companion Dog Group |                                                                 |         |
| Toy Manchester Terrier                   | England                |                      | Toy                | Toy Group                    | Terrier Group   |                     |                                                                 |         |
| Australian silky terrier                 | Australien             | Gruppe 3, sektion 4  | Toy                | Group 5 - Toys               | Toy             | Terriers            |                                                                 |         |
| Bichon Frisé                             | Frankrig/Belgien       | Gruppe 9, sektion 1  | Non-Sporting       | Group 6 – Non-Sporting       | Toy             | Companion Dog Group |                                                                 |         |
| Prazsky Krysarik                         | Tjekkiet               |                      |                    |                              |                 |                     | anerkendt af NKU - Gruppe 9, sektion 9                          |         |
| Dalmatiner                               | Kroatien               | Gruppe 6, sektion 3  | Non-sporting       | Group 6 (Non-sporting)       | Utility         | Companion Dog Group |                                                                 |         |
| Toy Fox Terrier                          | USA                    |                      | Toy                | Group 5 - Toys               |                 | Terriers            |                                                                 |         |
| Bichon Havanais                          | Cuba                   | Gruppe 9, sektion 1  | Toys               | Group 5—Toys                 | Toy             | Companion Dog Group |                                                                 |         |
| Bolognese                                | Italien                | Gruppe 9, sektion 1  | FSS                |                              | Toy             | Companion Dog Group |                                                                 |         |
| Coton de Tulear                          | Frankrig               | Gruppe 9, sektion 1  | FSS                | Toy                          | Toy             | Companion Dog Group |                                                                 |         |
| Løwchen                                  | Frankrig               | Gruppe 9, sektion 1  | Non-Sporting       | Group 6 (Non-Sporting)       | Toys            | Companion Dog Group |                                                                 |         |
| Malteser                                 | Italien                | Gruppe 9, sektion 1  | toy group          | Group 5 - Toys               | Toy             | Companion Dog Group |                                                                 |         |
| Russkaya tsvetnaya bolonka               | Rusland                |                      |                    |                              |                 |                     | anerkendt af NKU Gruppe 9                                       |         |
| Toypudler                                | Frankrig               | Gruppe 9, sektion 2  | Toy                | Group 5 - Toys               | Utility         | Companion Dog Group |                                                                 |         |
| Mellempudler                             | Frankrig               | Gruppe 9, sektion 2  |                    |                              | Utility         | Companion Dog Group |                                                                 |         |
| Storpudler (Standard)                    | Frankrig               | Gruppe 9, sektion 2  | Non-sporting       | Group 9 - Sporting           | Utility         | Companion Dog Group |                                                                 |         |
| Dværgpudler                              | Frankrig               | Gruppe 9, sektion 2  | Non-sporting       | Group 9 - Sporting           | Utility         | Companion Dog Group |                                                                 |         |
| Griffon belge                            | Belgien                | Gruppe 9, sektion 3  |                    |                              |                 |                     |                                                                 |         |
| Griffon bruxellois                       | Belgien                | Gruppe 9, sektion 3  |                    |                              |                 | Companion Dog Group |                                                                 |         |
| Petit brabancon                          | Belgien                | Gruppe 9, sektion 3  |                    |                              |                 |                     |                                                                 |         |
| Chinese crested                          |                        | Gruppe 9, sektion 4  | Toy                | Group 5 (Toys)               | Toy             | Companion Dog Group |                                                                 |         |
| Lhasa Apso                               | Tibet (Storbritannien) | Gruppe 9, sektion 5  | Non-sporting       | Non-sporting                 | Utility         | Companion Dog Group |                                                                 |         |
| Shih tzu                                 |                        | Gruppe 9, sektion 5  | Non-sporting       | Non-Sporting                 | Utility         | Companion Dog Group |                                                                 |         |
| Tibetansk spaniel                        | Tibet (Storbritannien) | Gruppe 9, sektion 5  | Non-sporting       | Group 6 - Non-Sporting Dogs  | Utility         | Companion Dog Group |                                                                 |         |
| Tibetansk terrier                        | Tibet                  | Gruppe 9, sektion 5  | Non-Sporting Group | Group 6 (Non-Sporting Group) | Utility         | Companion Dog Group |                                                                 |         |
| Chihuahua korthåret                      | Chihuahua, Mexico      | Gruppe 9, sektion 6  | Toy group          | Group 5 - Toys               | Toy             | Companion Dog Group |                                                                 |         |
| Chihuahua langhåret                      | Chihuahua, Mexico      | Gruppe 9, sektion 6  | Toy group          | Group 5 - Toys               | Toy             | Companion Dog Group |                                                                 |         |
| Cavalier King Charles Spaniel            | Storbritannien         | Gruppe 9, sektion 7  | Toy Group          | Group 5 (Toys)               | Toy Breed Group | Companion Dog Group |                                                                 |         |
| King charles spaniel                     | England                | Gruppe 9, sektion 7  | Toy                | Group 5 – Toys               | Toy             | Companion Dog Group |                                                                 |         |
| Japanese chin                            | Japan                  | Gruppe 9, sektion 8  | Toy Group          | Group 5 (Toys)               | Toy             | Companion Dog Group |                                                                 |         |
| Pekingeser                               | Kina                   | Gruppe 9, sektion 8  | Group 1 (Toys)     | Group 5 - Toys               | Toy             | Companion Dog Group |                                                                 |         |
| Papillon                                 | Frankrig               | Gruppe 9, sektion 9  | Toy                | Group 2- Toys                | Toy             | Companion Dog Group |                                                                 |         |
| Phaléne                                  | Frankrig               | Gruppe 9, sektion 9  | Toy                | Group 2- Toys                | Toy             | Companion Dog Group | Phalène betragtes som en variant af Papillon undtagen under FCI |         |
| Kromfohrländer                           | Tyskland               | Gruppe 9, sektion 10 |                    |                              |                 | Companion Dog Group |                                                                 |         |
| Boston terrier                           | USA                    | Gruppe 9, sektion 11 | Non-sporting       | Group 6 - Non-Sporting       | Utility         | Companion Dog Group |                                                                 |         |
| Fransk bulldog                           | England                | Gruppe 9, sektion 11 | Non-sporting       | Group 6 - Non-Sporting       | Utility         | Companion Dog Group |                                                                 |         |
| Engelsk bulldog                          | England                | Gruppe 2, sektion 2  | Non-sporting       |                              | Utility         | Companion Dog Group |                                                                 |         |
| Mops                                     | Kina                   | Gruppe 9, sektion 11 | Toy                | Group 5 (Toys)               | Toy             | Companion Dog Group |                                                                 |         |
| Italiensk mynde                          | Italien                | Gruppe 10, sektion 3 | Toy                | Group 5 (Toys)               | Toy             | Companion Dog Group |                                                                 |         |
| Dværgpinscher                            | Tyskland               | Gruppe 2, sektion 1  | Toys               | Group 5 - Toys               | Toy             | Companion Dog Group |                                                                 |         |
| Pomeranian                               | Tyskland               | Gruppe 5, sektion 4  | Toys               | Group 5 - toys and fun       | Toy             | Companion Dog Group |                                                                 |         |
| Russisk Toy                              | Rusland                | Gruppe 5, sektion 4  |                    |                              |                 | Companion Dog Group |                                                                 |         |
| Schipperke                               | Belgien                | Gruppe 1, sektion 1  | Non-sporting       | Group 6 (Non-sporting)       | Utility         | Companion Dog Group |                                                                 |         |
| Yorkshire Terrier                        | England                | Gruppe 3, Sektion 4  | Toy Group          | Group V, Toys                | Toy Group       | Companion Dog Group |                                                                 |         |